# Lisetita
La lisetita és un mineral de la classe dels silicats. Va ser anomenada en honor de l'indret on va ser descoberta: Liset, a Selje (Sogn og Fjordane, Noruega). De moment no ha estat descrita en d'altre indret.

## Característiques
La lisetita és un tectosilicat de fórmula química Na₂CaAl₄(SiO₄)₄. Cristal·litza en el sistema ortoròmbic. La seva estructura cristal·lina està relacionada amb la dels feldespats.
L'exemplar que va servir per a determinar l'espècie, el que es coneix com a material tipus, es troba conservat al museu del departament de ciències de la terra de la Universitat de Pavia, a Itàlia.
Segons la classificació de Nickel-Strunz, la lisetita pertany a «09.FA - Tectosilicats sense H₂O zeolítica, sense anions addicionals no tetraèdrics» juntament amb els següents minerals: kaliofilita, kalsilita, nefelina, panunzita, trikalsilita, yoshiokaïta, megakalsilita, malinkoïta, virgilita, lisitsynita, adularia, anortoclasa, buddingtonita, celsiana, hialofana, microclina, ortosa, sanidina, rubiclina, monalbita, albita, andesina, anortita, bytownita, labradorita, oligoclasa, reedmergnerita, paracelsiana, svyatoslavita, kumdykolita, slawsonita, banalsita, stronalsita, danburita, maleevita, pekovita, lingunita i kokchetavita.

## Formació
La lisetita es forma a pressions altes.